# Adam i Eva

Adam (אָדָם, ʼĀḏām, "prašina; čovjek; čovječanstvo"; ʼĀdam i Eva (חַוָּה, Ḥawwā, "živi stvor") su bili prvi muškarac i žena koje je prema Tori, Bibliji i Kuranu stvorio Bog.
U Knjizi Postanka Starog zavjeta, Bog je stvorio Adama iz praha zemaljskog i udahnuo mu život. Od Adamova rebra stvorio je Evu. Na raspolaganju su im bile sve blagodati zemaljskog života, samo im je Bog branio jesti plodova sa stabla spoznaje Dobra i zla. No zmija, najlukavija od sve zvjeradi zemaljske iskušava Evu pojesti zabranjeno voće, te ona jede i dade Adamu. Oni postadoše svjesni svoje nagosti i kada Bog vide odjeću koju su napravili za sebe, shvati da su prekršili zapovjed. Protjeruje ih iz Edenskog vrta i proklinje ih. Muškarac je proklet da radi, a žena da se pokorava mužu i rađa djecu u mukama. Imali su sinove Kaina, Abela, Seta i druge, koji su zatim naselili svijet. Bog također prokle zmiju da gmiže i jede zemlju i ustanovi neprijateljstvo između ljudi i zmija. Potom je postavio jednog anđela da čuva ulaz u vrt, i ne da nikome ući u njega.
Pored Knjige postanka, Adam i Eva se pojavljuju u knjigama kao što su Kuran, Život Adama i Eve, Talmud i gnostičkim tekstovima. Hebrejska tradicija ponekad govori o drugim Adamovim ženama. Pavle iz Tarsa predstavlja Isusa Krista kao „novog Adama“ koji donosi život umjesto smrti. U kršćanskoj tradiciji zmija predstavlja Sotonu, a kušanje voća kao iskonski ili istočni grijeh. Muslimani slave Adama (Adema) kao prvog proroka.